# Borsbeek
Borsbeek – miejscowość i gmina (gemeente) w Belgii, w Regionie Flamandzkim, w prowincji Antwerpia, w okręgu Antwerpia. 1 stycznia 2024 roku zamieszkana przez 11 379 osób.
W roku 2025 Borsbeek zostanie przyłączony do miasta Antwerpia i stanie się jego dziesiątą dzielnicą.